# Свен Андерсон (фудбалер, 1907)
Свен Андерсон (14. фебруар 1907 — Солна, 30. мај 1981) био је шведски фудбалски дефанзивац. Играо је за Шведску на Светском првенству у фудбалу 1934. На клупском нивоу је играо за АИК.